# Psyra spurcataria
Psyra spurcataria är en fjärilsart som beskrevs av Walker 1862. Psyra spurcataria ingår i släktet Psyra och familjen mätare. Inga underarter finns listade.

## Bildgalleri

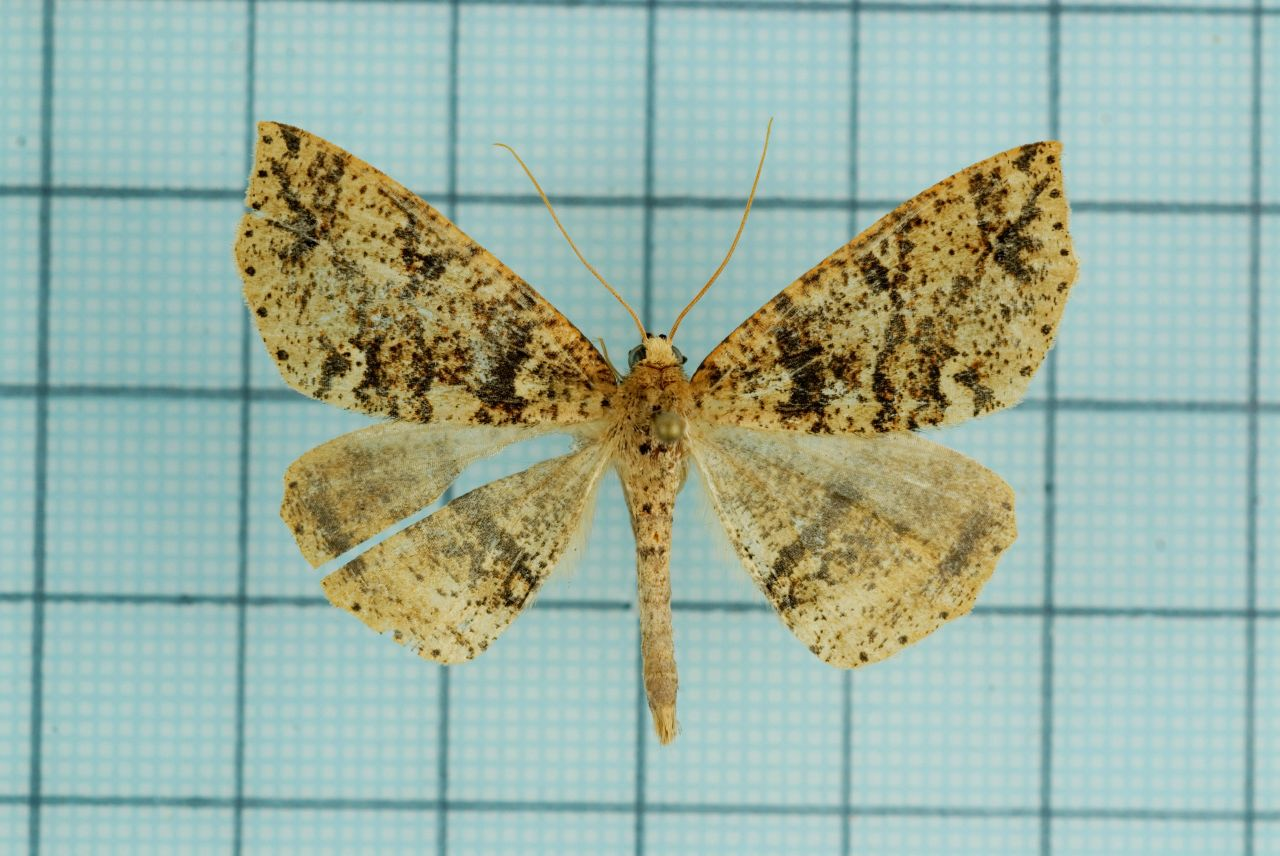
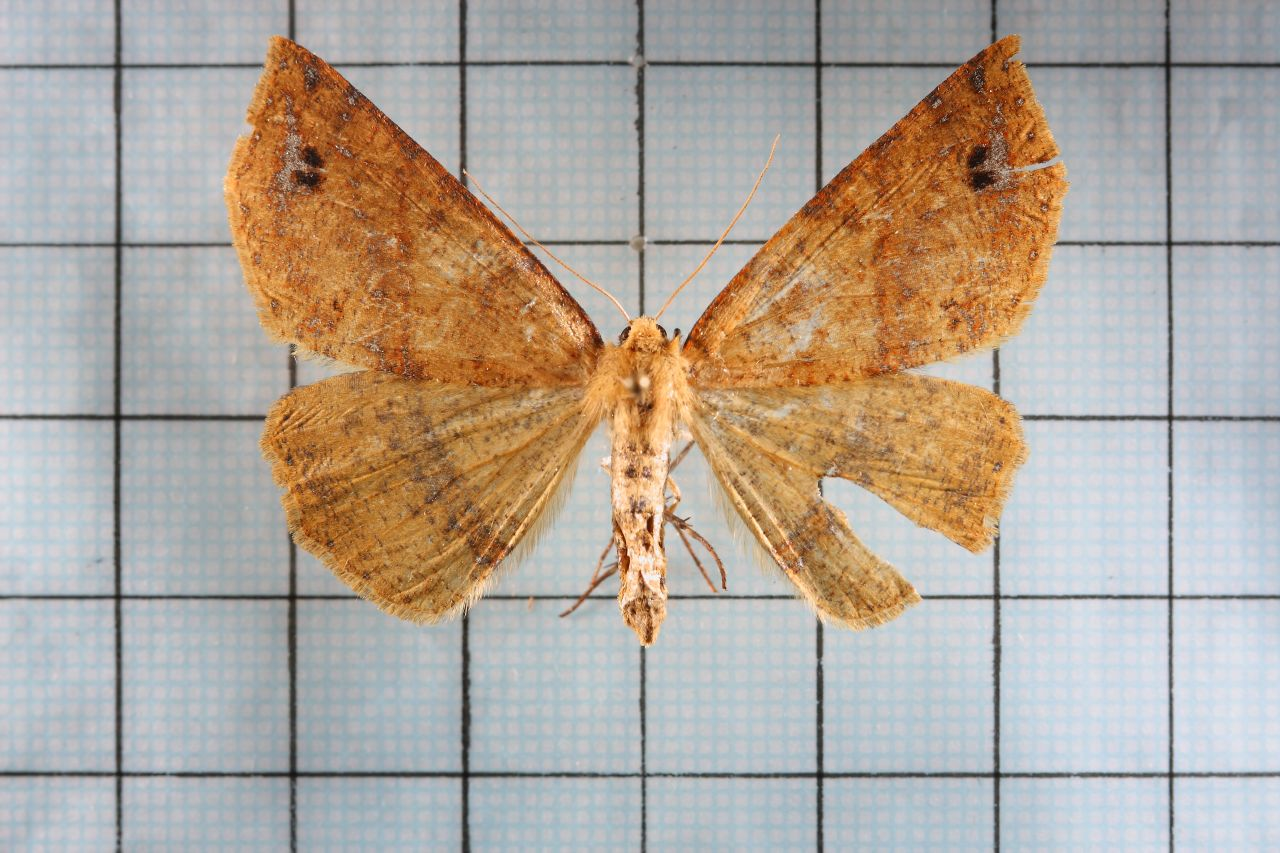
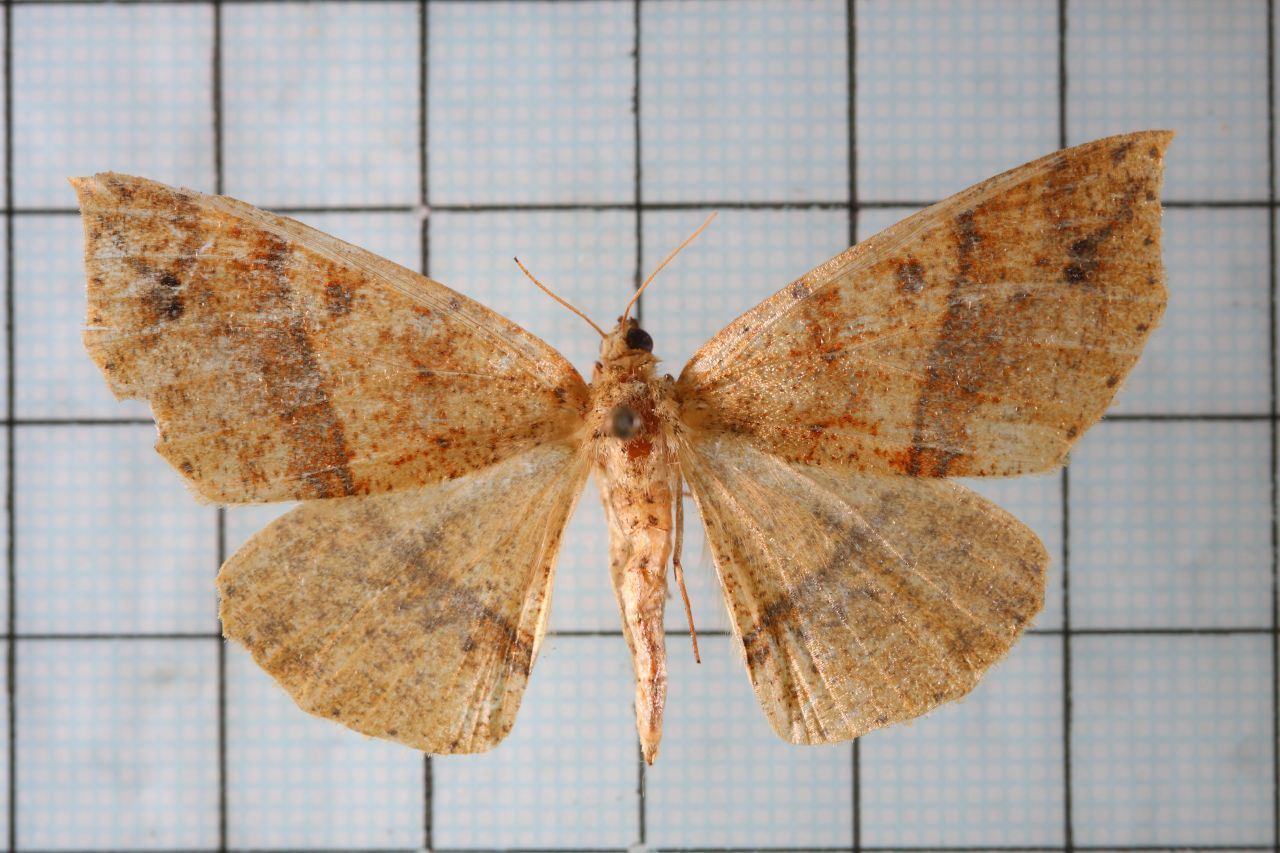
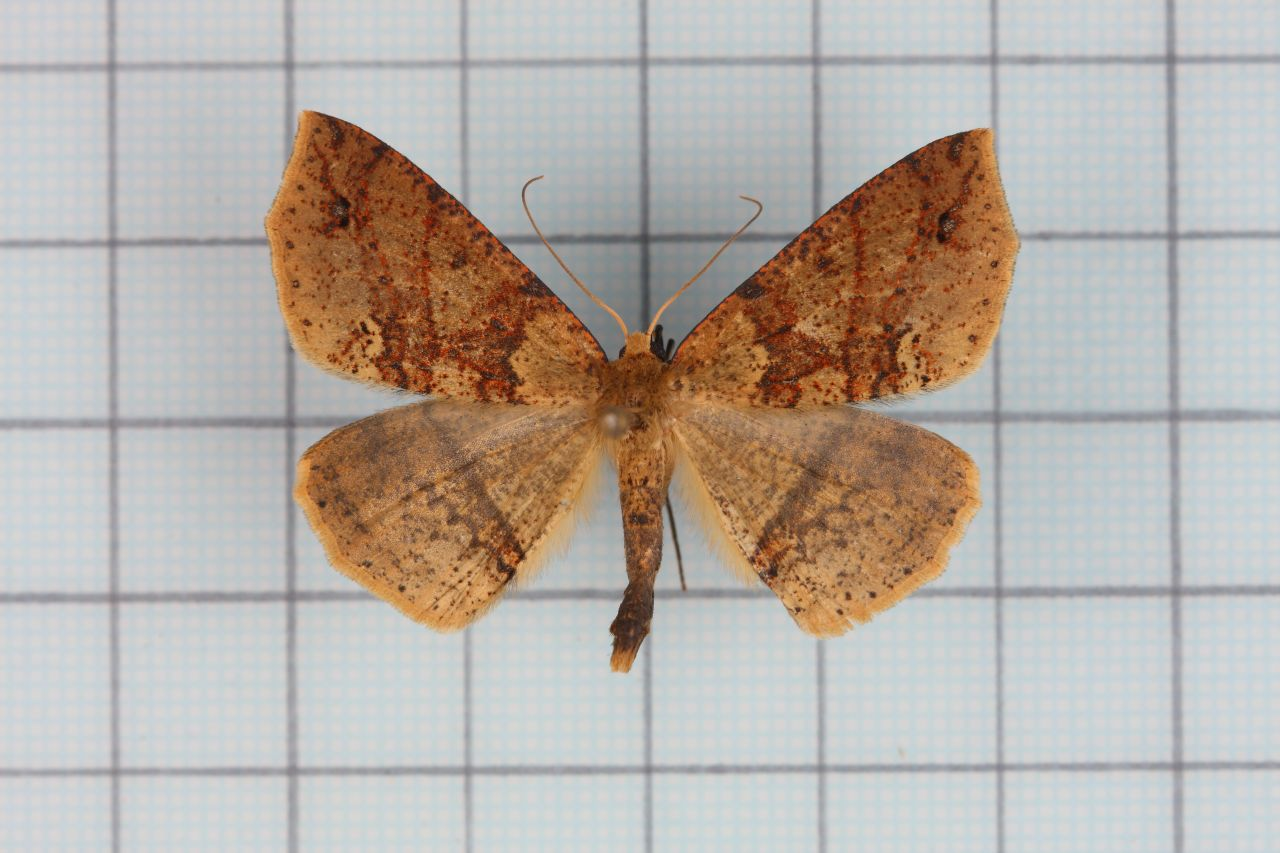
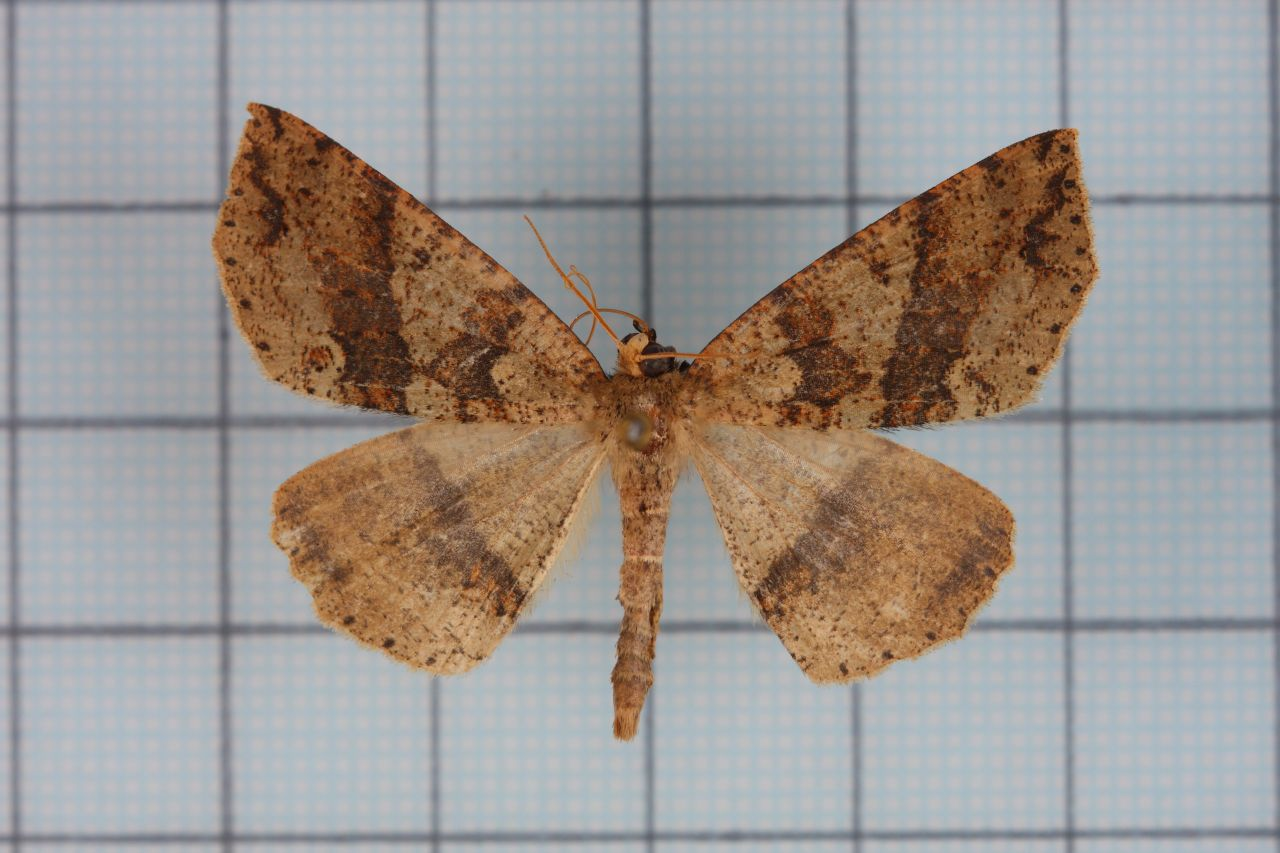